# جولیان اولبریخت
جولیان اولبریخت (انگلیسی: Julian Ulbricht؛ زادهٔ ۶ ژوئن ۱۹۹۹) بازیکن فوتبال است.